# 大安寺温泉
大安寺温泉（だいあんじおんせん）は、福井県福井市大安寺地区の天菅生町と四十谷町（旧国・越前国）にある温泉。本項では、これまでの歴史的経緯から、天菅生町の本来の大安寺温泉を中心に記述する。

## 泉質
福井県内にある火山性温泉の一つで、性質は弱アルカリ性またはアルカリ性である。
- 大安寺温泉2号井
  - アルカリ性低張性高温泉[2]
    - 源泉温度約53度

- 四十谷町の大安寺温泉（源泉名不明）
  - 単純アルカリ温泉・カルシウム泉・ナトリウム泉
    - 源泉温度約25度

## 温泉街
九頭竜川の堤防に沿って温泉が存在する。天菅生町の温泉施設すかっとランド九頭竜の閉鎖により、一般の入浴可能な温泉施設は、四十谷町の萬松閣のみとなる。天菅生町には本来の大安寺温泉の源泉を用いた福井温泉病院などがあるが、一般の入浴は受付けていない。

## 歴史
天菅生の小木家に伝わる、1690年（元禄3年）の奉公所の税金について書かれた文書に「天菅生からお湯が出て．．．」と記述があり、これが一番古い資料ではないかと言われている。国税庁の租税史料室で所蔵する古文書によれば租税免除して温泉の開発を行ったが、その時は失敗しているが、第3代福井藩主の松平忠昌も入湯養生したといわれる由緒ある名湯である。
温泉は明治の終わりごろまでは栄えていたが、以降さびれていた。
その後、福井市に合併（現在の大安寺地区）するときの条件として市の財源で天菅生で温泉を掘ることになり、1963年（昭和38年）百華園（後の後述のすかっとランド九頭竜）で大安寺温泉と命名が行われた。後に、四十谷で畑製紙により温泉が掘られたが、天菅生のとは源泉は異なる物の、四十谷のも大安寺温泉を名乗っている。

## すかっとランド九頭竜

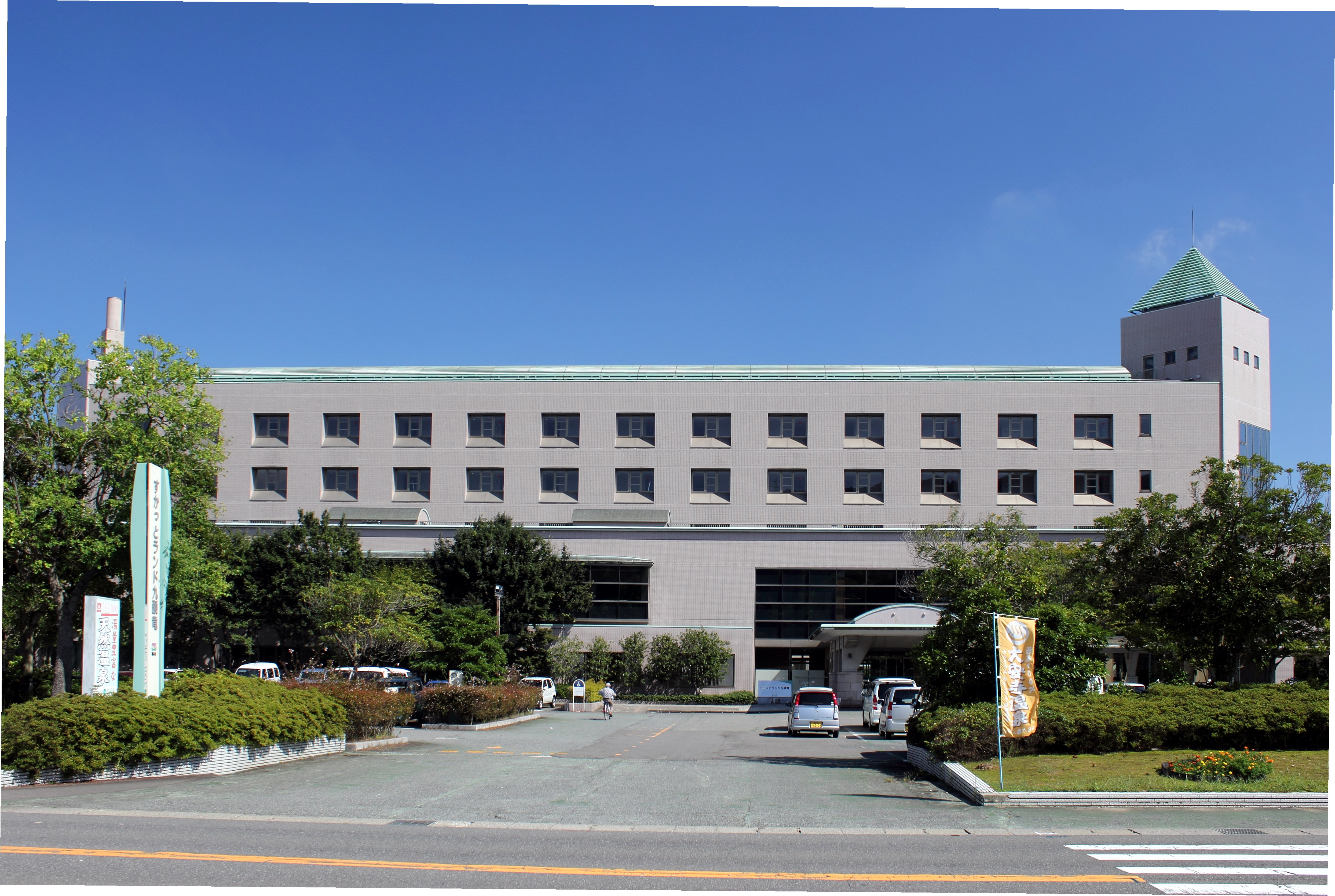
すかっとランド九頭竜

すかっとランド九頭竜は、福井市の運営する公共の宿として1994年4月に開館した。2006年度から指定管理者制度を導入したが、福井豪雪の影響で市財政が悪化したため、2018年度の財政再建計画では民間移譲することが決まった。しかし、2020年3月に民間移譲はいったん白紙になり、2023年度までに方針を決めることになっていた。
2020年4月からは新型コロナウイルスの影響で休館となり、休館中に空調設備の不具合が見つかった。指定管理期間の終了により2021年度からは福井市直営となったが、休館したまま、2021年6月にすかっとランド九頭竜の廃止が決定した。建物等は民間に移譲する方針であり、宿泊施設や温泉施設の運営を募集条件に盛り込むか検討されている。

## アクセス
- 鉄道
  - 北陸新幹線・ハピラインふくい線:福井駅からバスまたはタクシーで約20分
- 車
  - 北陸自動車道:福井北ICから約30分